# Protoalcyonaria
Protoalcyonaria is een onderorde uit de klasse Anthozoa (Bloemdieren).

## Familie
- Taiaroidae Bayer & Muzik, 1976